# 弘前市
弘前市（日语：／ Hirosaki shi */?）是位於日本青森縣西部的城市，為津輕地方的中心都市，也是縣内人口數排名第三的城市。弘前市在江戶時代作為弘前藩的城下町發展，是津輕地方的政治、經濟與文化中心。當地每年8月會舉辦被指定為日本重要無形民俗文化財的弘前睡魔祭，吸引許多遊客前來，是弘前市具代表性的夏日祭典。弘前公園內的弘前櫻花節和弘前城也相當有名，使弘前市自古就有「城堡、櫻花和蘋果之城」的美名。當地蘋果的年產量位居日本第一，約佔全日本總產量的25%。
明治時期，受到日本陸軍第八師團在當地駐紮，以及當地舊制的弘前高中的影響，弘前市開始具有濃厚的學園都市氣息。二戰結束後，市內陸續開設了國立和多所私立大學，以弘前大學為首的高等教育機構則集中在中心市區。目前弘前市與周邊的自治體形成約33萬人口的弘前都市圈。

## 地理
弘前市東邊為奧羽山脈的八甲田山連峰，西邊坐落著青森縣内的最高峰 - 海拔1625公尺，屬於鳥海火山帶的岩木山，並與山田屋台地相連；南邊則坐落著屬於大鰐山地的久渡寺山、毛無山、寒汐山等山岳，並與周圍的丘陵地帶相連。全市坐落在被山岳包圍的盆地内，一級河川岩木川由東北往北流經市內，平川流經其東部邊界並往北流，市區則坐落在這兩條河流之間沖積而成，於洪積世形成的弘前台地。發源於岩木山的後長根川、流經大鰐山地的相馬川、土淵川、大和澤川等河流皆流經市內或是轄區邊界。

### 氣候
弘前市在內的津輕地方在氣候上屬於日本海側氣候。冬季受到強烈的西北季風吹拂，降雪量大且下雪的日子較多。但受到流經日本海沿岸的對馬暖流影響，津輕地方比縣內的太平洋沿岸地區更加溫暖。當地夏季較不會受到挾帶涼冷空氣且風向偏東的風影響，整體乾燥炎熱。

## 歷史
弘前市在繩紋時代的代表性遺址包括位於十腰内地區的十腰内遺跡，以及位於岩木山東北山麓的大森勝山遺跡等。位於砂澤地區，屬於彌生時代的砂澤遺跡則發掘出日本最北端的水田遺跡，顯示弘前地區自西元前3世紀便有種植水稻。當地的平原地區曾發現許多平安時代的聚落遺跡。當時岩木山山麓地帶製造鐵器的規模相當大，在市內曾發掘出代表權力身份的蕨手刀。
津輕地方的「津輕」二字在史料中也會被記載成「津刈」、「都加留」與「東日流」。而正史上關於津輕的紀錄可追溯至齊明天皇元年 (655年) ，日本書記中記載齊明天皇對6位在津苅地區的蝦夷授予冠位，但要到鎌倉時代才有關於津輕地方的明確記錄。文治5年 (1189年) ，源賴朝消滅奧州藤原氏後，大河兼任發動大規模的叛亂 (大河兼任之亂) 。當時津輕總地頭宇佐美實政成功驅逐南下的大河軍隊。隔年 (1190年) 2月，大河兼任的軍隊則在一迫 (現宮城縣栗原市) 被鎌倉幕府軍擊敗。之後因幕府設置奧州總奉行的官職，使津輕地方也納入幕府的統治範圍，而當地的地頭則由關東地區具影響力的御家人擔任。13世紀後期，津輕地方大部分的領地成為北條氏得宗的領地，並由得宗被官 ( 律令制中隸屬於上級官廳的下級官廳或是下級官廳附屬的官吏) 的曾我氏和工藤氏經營。
中世紀時擔任蝦夷管領一職，並以十三湊為據點的安藤氏透過日本海周圍的貿易擴大自身勢力。元弘3年 (1333年) 鎌倉幕府滅亡後，津輕地方陷入動亂。南北朝合併後，三戶南部氏多次進入津輕與安藤氏作戰。其中從久慈被派往津輕的久慈光信 (大浦光信) 於延德3年 (1491年) 在現今的鰺澤町建造種里城，久慈光信也成為津輕氏的始祖。文龜2年 (1502年) ，久慈光信又於弘前地區興建大浦城，並將其子大浦盛信安置在大浦城。之後也居住在大浦城的津輕為信則在津輕地方逐漸擴大津輕氏的勢力。根據津輕一統志記載，元龜2年 (1571年) ，津輕為信以堀越城為據點佔領石川高信的居城石川城，並陸續驅逐佔領津輕地方的各種勢力。天正18年 (1590年) ，豐臣秀吉認可津輕為信對津輕地方的統治，並在奧州仕置中承認為信的大名地位。
統一津輕地方的津輕為信原本計劃在弘前地區 (當時稱為高岡) 興建城池，但未能付諸實行便先辭世。為信死後，弘前藩第2代藩主津輕信枚接手此計畫，並於慶長16年 (1611年) 完成弘前城的興建工程。此後當地便作為弘前城的城下町而逐漸繁榮，並且發展成津輕地方的政治、經濟與文化中心。

### 明治至第二次世界大戰
- 1871年（明治4年）7月14日 - 廢藩置縣後設置弘前縣。
- 1871年（明治4年）9月 - 弘前縣達到當時青森縣的規模。縣廳搬遷到青森。
- 1872年（明治5年）11月27日 - 設立私立東奧義塾。
- 1873年（明治6年）10月1日 - 朝陽小學興建完成。
- 1877年（明治10年）8月 - 歐洲蘋果於本縣開始收成。
- 1878年（明治11年）3月 - 開設第五十九國立銀行。為縣內最初的銀行。
- 1883年（明治16年）8月 - 設立弘前農具會社。
- 1889年（明治22年）4月1日 - 全國約30個城市施行市制（縣內第一）。
- 1894年（明治27年）12月1日 - 奧羽本線弘前～青森間開始行駛。
- 1895年（明治28年）5月21日 - 弘前公園開放給一段市民。
- 1898年（明治31年）10月 - 設置陸軍第八師團。（青森、岩手、秋田、山形及宮城的一部份屬於師團管轄區域。）
- 1900年（明治33年） - 頒布市徽卍。
- 1901年（明治34年） - 設置市立弘前醫院。
- 1904年（明治37年） - 俄國艦隊擊沈位於青森、秋田縣境的艫作（へなし）沖的日本商船。
- 1905年（明治38年）1月25日～29日 - 第八師團與第一、第七、第九師團與俄國軍隊發生戰爭。死亡及傷者甚多。（黑溝台戰役）
- 1906年（明治39年） - 弘前市立圖書館（堀江佐吉的西式建築）興建完成。
- 1909年（明治42年）6月1日 - 市內的電話開始連接。
- 1910年（明治43年）4月1日 - 縣立工業學校（即現時的青森縣立弘前工業高等學校）開校。
- 1918年（大正7年）5月7日 - 第一次觀櫻會（櫻花節）舉行。
- 1921年（大正10年）4月16日 - 官立弘前高等學校開校。
- 1923年（大正12年）7月1日 - 開設縣立工業試驗場。
- 1927年（昭和2年） - 弘南鐵道弘前～尾上間開始行駛。
- 1938年（昭和13年）2月21日 - NHK弘前放送局開局。

### 第二次世界大戰後
- 1949年（昭和24年）5月31日 - 設置弘前大學。
- 1955年（昭和30年）3月1日 - 中津輕郡清水村、和德村、豐田村、堀越村、千年村、藤代村、新和村、船澤村、高杉村、裾野村、東目屋村被編入本市。東目屋地區成為本市的飛地。
- 1957年（昭和32年）9月1日 - 南津輕郡石川町被編入本市。
- 1961年（昭和36年） - 觀櫻會被改稱為櫻花節。
- 1962年（昭和37年） - 弘前市民會館興建完成。
- 1964年（昭和39年） - 第一次菊花與紅葉節舉行。
- 1977年（昭和52年） - 第一次弘前城雪燈籠節舉行。
- 1979年（昭和54年） - 弘前南部廣域農道（蘋果路）、市內的東北自動車道開始通行。
- 1988年（昭和63年） - 發現屬於彌生時代前期的砂澤遺跡（乃東日本最古老）。
- 2006年（平成18年）2月27日 - 舊弘前市、中津輕郡岩木町、相馬村合併為新弘前市。
- 2006年（平成18年）11月15日 - 制定新弘前市的市徽為「卍」、市花為「櫻花」、市樹為「蘋果樹」。

## 行政

### 市長
櫻田宏
- 任期 - 2018年（平成30年）4月16日 -

#### 市長選舉
2018年（平成30年）4月8日 最終投票率：53.40%
| 候選人姓名 | 當選 | 政黨   | 建議 | 得票   |
| ---------- | ---- | ------ | ---- | ------ |
| 桜田宏     | 當選 | 無所屬 |      | 44,603 |
| 葛西憲之   |      | 無所屬 |      | 28,739 |
| 畑山聡     |      | 無所屬 |      | 4,537  |

2014年（平成26年）4月13日 最終投票率：38.35%
| 候選人姓名 | 當選 | 政黨       | 建議 | 得票   |
| ---------- | ---- | ---------- | ---- | ------ |
| 葛西憲之   | 當選 | 無所屬     |      | 45,315 |
| 千葉浩規   |      | 日本共產黨 |      | 10,165 |

2010年（平成22年）4月11日 最終投票率：58.06%
| 候選人姓名 | 當選 | 政黨   | 建議 | 得票   |
| ---------- | ---- | ------ | ---- | ------ |
| 葛西憲之   | 當選 | 無所屬 |      | 51,699 |
| 相馬錩一   |      | 無所屬 |      | 34,314 |

### 廳舍
- 弘前市市政府
- 岩木廳舍（舊岩木町市政府）
- 相馬廳舍（舊相馬村市政府）
- 土手町分廳舍（舊弘前市立第一大成小學）

### 出張所
- 東目屋出張所
- 船澤出張所
- 高杉出張所
- 裾野出張所
- 新和出張所
- 石川出張所

### 通訊報
- 弘前通訊 （页面存档备份，存于）
- 弘前農業 （页面存档备份，存于）
- 市議會來信 （页面存档备份，存于）

## 經濟

### 產業

#### 農業
- 蘋果 - 為弘前市的「樹」。位於市政廳的農業部門，預計用蘋果為其命名。
- 稻米

#### 農業協同組合
- 津輕弘前農業協同組合
- 津輕未來農業協同組合
- 相馬村農業協同組合

#### 商業
- 驛前．大町
  - APPLIESE（車站大樓）
  - 伊藤洋華堂弘前店
  - ジョッパル（車站大樓重建）
  - 虹之市場 （页面存档备份，存于）
- 土手町
  - 弘前店
  - 紀伊國屋書店弘前店
  - 弘前中央食品市場
  - RENAISSE AVENUEルネスアベニュー
- 城東
  - 弘前店
  - NEW弘前店
  - 弘前總店
  - 弘前店
  - 弘前店
  - 阿卡迪亞店
  - 弘前店
  - Power Depot （页面存档备份，存于）弘前店
- 其他地區．多間分店
  - スーパーさとちょう（佐藤長超市）
  - 弘南合作社
  - U市場
  - 紅屋商事
    - ベニーマート松原店
    - カブセンター

  - AEON購物中心
  - 三和弘前樋之口店
  - LOC開發有限公司弘前樋之口店

※ 由於倒閉的緣故，部份店舖轉讓至宇宙超級市場（U市場）。

### 郵政

#### 配送據點
- 郵政事業弘前分店
  - 裾野配送據點
  - 岩木配送據點
  - 相馬配送據點

#### 郵政局
- 弘前郵政局（84002）
- 弘前本町郵政局（84041）
- 弘前富田郵政局（84058）
- 裾野郵政局（84062）
- 國吉郵政局（84065）
- 弘前笹森町郵政局（84076）
- 相馬郵政局（84080）
- 岩木郵政局（84083）
- 高杉郵政局（84088）
- 弘前鷹匠町郵政局（84089）
- 弘前大清水郵政局（84091）
- 百沢郵政局（84092）
- 弘前濱之町郵政局（84099）
- 弘前茂森町郵政局（84104）
- 石川郵政局（84113）
- 弘前驛前郵政局（84141）
- 新和郵政局（84175）
- 鬼澤郵政局（84176）
- 弘前境關郵政局（84189）
- 船澤郵政局（84193）
- 弘前龜甲町郵政局（84208）
- 弘前小澤郵政局（84214）

- 弘前品川町郵政局（84219）
- 弘前紙漉町郵政局（84223）
- 弘前三世寺郵政局（84233）
- 弘前桔梗野町郵政局（84236）
- 弘前松原郵政局（84245）
- 弘前堅田郵政局（84248）
- 惡戶郵政局（84252）
- 弘前松枝郵政局（84256）
- 弘前城西郵政局（84258）
- 弘前城南郵政局（84270）
- 弘前末廣郵政局（84285）
- 鳥井野簡易郵政局（84702）
- 嶽簡易郵政局（84718）
- 向駒越簡易郵政局（84737）
- 十腰內簡易郵政局（84757）
- 一丁木簡易郵政局（84762）
- 小友簡易郵政局（84775）
- 弘前城東簡易郵政局（84780）[22]
- 大澤簡易郵政局（84785）
- 乳井簡易郵政局（84789）

## 交通

### 鐵道
境內有東日本旅客鐵道的奧羽本線和弘南鐵道的弘南線與大鰐線通過。

#### 奧羽本線
- 石川站 - 弘前站（中央車站） - 撫牛子站

#### 弘南線
- 弘前站 - 弘前東高前站 - 運動公園前站 - 新里站

#### 大鰐線
- 中央弘前站 - 弘高下站 - 弘前學院大前站 - 聖愛中高前站 - 千年站 - 小栗山站 - 松木平站 - 津輕大澤站 - 義塾高校前站 - 石川站 - 石川泳池前站

- 已廢除的車站
  - 奧羽本線：和德站、大清水站、門外站（於1940年（昭和15年）11月1日廢止）
  - 弘南鐵道弘南線：小比內站（於1943年（昭和18年）3月25日廢止）

- 特別急行火車
  - 「津輕」號（弘前⇔八戶）：連接東北新幹線「疾風號」列車
  - 「日本海」號（青森⇔大阪）：臥舖火車
  - 「黎明」號（青森⇔上野）：臥舖火車
  - 「羚羊」號（青森⇔秋田）
  - 「稻穗」號（青森⇔新潟）

### 巴士

#### 高速巴士
以弘前巴士總站為中心。以下是根據國土交通省東北運輸局於2005年度有關乘客的「東北運輸局管轄內之高速巴士交通表現」。
- 日間行駛
  - 約德爾號（弘南巴士．JR巴士東北．岩手縣北巴士．岩手縣交通） 17.6萬人
    - 五所川原．弘前．大鰐巴士站（東北大鰐） - 盛岡（東北新幹線的連接線）

  - 城堡號（弘南巴士．宮城交通．JR巴士東北）  10.4萬人
    - 弘前巴士總站 - 仙台

  - 青森上野號（弘南巴士） 1.1萬人
    - 青森客運碼頭．弘前巴士總站 - 上野
- 夜間行駛
  - 夜曲號（弘南巴士．京濱急行巴士） 合計8.4萬人
    - 五所川原．弘前巴士總站 - 東京（濱松町．品川巴士總站） 3.0萬人
    - 弘前巴士總站 - 東京（浜松町．品川） 3.6萬人
    - 弘前巴士總站 - 東京（浜松町）．橫濱 1.7萬人

  - 熊貓號（弘南巴士） 1.0萬人
    - 青森．弘前巴士總站 - 上野

- 過去存在的路線
  - 南輕號（南部巴士） 0.9萬人
    - 弘前巴士總站 - 八戶LAPIA（於2010年（平成22年）6月27日被廢止）

#### 路線巴士（弘南巴士）
- 弘南巴士
  - 濱之町．石渡線
  - 弘前～鰺澤線
  - 相馬．藍內線
  - 大秋．川原平線
  - 枯木平線
  - 小栗山線
  - 狼森線
  - 自衛隊線
  - 櫻之丘線
  - 弘前～大鰐．碇關線
  - 平賀線
  - 弘前～青森機場線
  - 夕顔關經由弘前～板柳線
  - 弘前～五所川原線
  - 弘前～浪岡線
  - 弘前～黑石線
  - 弘前～尾上線
  - 土手町循環100円巴士
  - 城東環狀100円巴士
  - 為信號（ためのぶ）
  - 弘前驛城東口環狀100円巴士

### 道路

#### 高速公路
- 東北自動車道：最近的交匯處分別為大鰐弘前交匯處（弘前市、大鰐町、大館/盛岡方面）、黑石交匯處（黑石市、青森方面）。

#### 一般國道
- 國道7號
- 國道102號

#### 縣道

##### 主要地方道
- 青森縣道3號弘前岳鰺澤線
- 青森縣道28號岩崎西目屋弘前線
- 青森縣道30號岩木山環狀線
- 青森縣道31號弘前鰺澤線
- 青森縣道35號五所川原岩木線
- 青森縣道37號弘前柏線

##### 一般縣道
- 青森縣道109號弘前平賀線
- 青森縣道112號八幡宮線
- 青森縣道125號小友板柳停車場線
- 青森縣道126號久渡寺新寺町線
- 青森縣道127號石川土手町線
- 青森縣道128號松木平撫牛子停車場線
- 青森縣道129號關平五代線
- 青森縣道130號桔梗野富田線
- 青森縣道131號前坂藤崎線
- 青森縣道132號十腰内陸奧森田停車場線
- 青森縣道144號平賀門外線
- 青森縣道204號相馬常盤野線
- 青森縣道260號石川百田線（舊國道7號）
- 青森縣道268號弘前田舍館黑石線（舊國道102號）

### 市道
- 弘前市道駒越惡戶線
- 弘前市道四之谷楢木線
- 弘前市道中野座頭石線
- 弘前市道百澤2號線
- 弘前市道百澤杉山線
- 弘前市道向山五所線
- 弘前市道大森線
- 弘前市道湯口羽根山線
- 弘前市道湯口羽根山線
- 弘前市道櫻井大森線
- 弘前市道櫻井岩波澤線
  - 更多

#### 農道
- 津輕中部廣域農道
- 弘前南部廣域農道（別名：アップルロード，正式的路線名稱為「弘前市道百澤三本柳線」、「弘前市道小栗山山下湯口線」、「弘前市道下湯口9號線」、「弘前市道湯口東線」、「弘前市道兼平三本柳線」等5條路線。)
  - 更多

## 觀光
- 循環網絡HIROSAKI（單車免費租用服務）

※在以下的文字中，「重要文化財產」為根據國家（文部科學大臣）的指定及「文化財保護法」的規定，而成為重要文化財產及作出管理和保護。

### 遺跡．公園．休閒設施
- 板石塔婆（中別所字葛野）重要的藝術品  （页面存档备份，存于）、於1288年（鎌倉時代後期）製造。
- 弘前城（弘前公園、下白銀町）重要文化財產  （页面存档备份，存于）
- 追手門廣場
  - 弘前市立觀光館．山車展示館
  - 微型建築物群
- 津輕藩耐伏塔（ねぷた）村
- 餓死供養名號塔、餓死供養題目塔（東和德町，專修寺）本市指定有形民俗文化財產，為天保、元祿因飢餓而死的人而興建的供養塔。
- 陸奧歷史人物資料館
- 瑞樂園（宮館字宮館澤）名勝  （页面存档备份，存于）
- 揚龜園（龜甲町）登記紀念物  （页面存档备份，存于），為依照大石武學流而興建的近代庭園。
- 舊菊池氏庭園（弘前明之星幼稚園庭園）（紺屋町〕登記紀念物  （页面存档备份，存于）、為依照大石武學流而興建的近代庭園。
- 成田家庭園（樹木）本縣名勝  （页面存档备份，存于）
- 貞昌寺庭園（新寺町）本縣名勝  （页面存档备份，存于）
- 藤田記念庭園
- 嶽溫泉
- 百澤溫泉
- 湯段溫泉
- 小栗山温泉
- 津輕岩木 * 星與森之ロマントピアそうま （页面存档备份，存于）
- 弘前城植物園 （页面存档备份，存于）
- 弘前市蘋果公園
- 交通廣場（城北公園）
- 孩子之森
- 市民之森
- 高長根娛樂之森
- 小栗山農村交流公園
- 蓬萊廣場

### 神社．佛寺
- 最勝院五重塔（銅屋町，重要文化財產  （页面存档备份，存于））
- 弘前八幡宮（八幡町，重要文化財產：本殿、唐門 （页面存档备份，存于））
- 弘前東照宮（笹森町，重要文化財產：本殿 （页面存档备份，存于））
- 弘前天滿宮（西茂森町）
- 熊野奧照神社（田町，重要文化財產：本殿 （页面存档备份，存于）、本縣重要寶物蕨手刀 （页面存档备份，存于））
- 高照神社（高岡，重要文化財產：本殿等 （页面存档备份，存于）、太刀銘友成作 （页面存档备份，存于）、太刀銘真守 （页面存档备份，存于））
- 岩木山神社（百澤字寺澤，重要文化財產：http://www.pref.aomori.lg.jp/bunka/education/jubun_kenzoubutu_2.html （页面存档备份，存于） 樓門]、拜殿 （页面存档备份，存于）、本殿、奧門、瑞垣、中門 （页面存档备份，存于））
- 禪林街
- 誓願寺（新町，重要文化財產：山門 （页面存档备份，存于））
- 長勝寺（西茂森，重要文化財產：三門 （页面存档备份，存于）、津輕家靈屋 （页面存档备份，存于）、御影堂 （页面存档备份，存于）、本堂、庫裏 （页面存档备份，存于）、銅鐘 （页面存档备份，存于））、本縣重要寶物：三尊佛像及其廚子堂 （页面存档备份，存于）、藥師如來三門本尊 （页面存档备份，存于）、津輕為信木像 （页面存档备份，存于）、本市指定有形民俗文化財產：黑門）
- 革秀寺（藤代，重要文化財產：津輕為信靈屋 （页面存档备份，存于）、本堂 （页面存档备份，存于）、本市指定有形民俗文化財產：木造豐太閤座像）
- 榮螺（さざえ）堂（西茂森，本市指定有形民俗文化財產。於1839年（天保10年）期間，由富商捐贈。）
- 鄰松寺（西茂森，本縣重要寶物：久祥院殿位牌堂 （页面存档备份，存于））
- 熊野宮（茜町，本縣重要寶物：http://www.pref.aomori.lg.jp/bunka/education/juho_kenzoubutu_16.html （页面存档备份，存于） 本殿]）
- 巌鬼山神社 （十腰內字猿澤，本縣重要寶物：本殿 （页面存档备份，存于）、鰐口 慶長九年奉納銘 （页面存档备份，存于））
- 袋宮寺（新寺町，本縣重要寶物：本殿 （页面存档备份，存于）、十一面觀世音立像 （页面存档备份，存于））
- 円明寺（新寺町，本縣重要寶物：本堂 （页面存档备份，存于））
- 報恩寺（新寺町，本縣重要寶物：本堂 （页面存档备份，存于））
- 本行寺（新寺町，本縣重要寶物：護國堂 （页面存档备份，存于））
- 西光寺（新寺町，本縣重要寶物：木彫阿彌陀如來立像 （页面存档备份，存于））
- 西福寺（新寺町，本縣重要寶物：十一面觀音像 （页面存档备份，存于）、地藏像 （页面存档备份，存于））
- 貞昌寺（新寺町，本市指定有形民俗文化財產：木造釋迦涅槃造）
- 大佛院（石川字大佛，本市指定有形民俗文化財產：木造十一面觀音座像）
- 乳井神社（乳井字外之澤，本市指定有形民俗文化財產：社殿（舊毘沙門堂）- 1655年建立、五輪塔 - 鎌倉時代）

### 傳統建築
- 重要傳統的建造物群保存地區 - 弘前市仲町  （页面存档备份，存于）
  - 石場家住宅（龜甲町，重要文化財產  （页面存档备份，存于） 江戶後期商家的住宅）
  - 舊伊東家住宅（若黨町，本縣重要寶物  （页面存档备份，存于） 江戶初頭藩醫的住宅）
  - 舊岩田家住宅（若黨町，本縣重要寶物  （页面存档备份，存于） 江戶後期武士的住宅）
  - 舊梅田家住宅（若黨町，江戶末期武士的住宅）
- 石戶谷家住宅（濱之町，本市指定有形民俗文化財產：江戶末期富裕農民的住宅）
- 揚龜庵（龜甲町，本市指定有形民俗文化財產：茶室（津輕藩耐伏塔（ねぷた）村內））

### 西式建築
（按時間順序排列）
- 舊「角三」吳服店店舖（現弘前市百石町展示館，百石町，明治16年。）
- 舊青森縣尋常中學本館（現鏡丘紀念館，新寺町，本縣重要寶物  （页面存档备份，存于），明治27年。）
- 舊東奧義塾外人教師館（追手門廣場內，下白銀町，本縣重要寶物  （页面存档备份，存于），明治36年。）
- 舊第五十九銀行本店本館（現青森銀行紀念館，元長町，重要文化財產  （页面存档备份，存于），明治37年。由堀江佐吉設計。）
- 日本基督教團弘前教會教堂（元寺町，本縣重要寶物  （页面存档备份，存于），明治39年。由櫻庭駒五郎設計，堀江佐吉之子及齋藤伊三郎興建。）
- 舊弘前市立圖書館（追手門廣場內，下白銀町，本縣重要寶物  （页面存档备份，存于）、明治39年。由堀江佐吉設計。）
- 弘前学院外人宣教師館（稔町，重要文化財產  （页面存档备份，存于），明治39年。由櫻庭駒五郎設計及興建。）
- 舊弘前偕行社（現弘前女子厚生學院，御幸町，重要文化財產  （页面存档备份，存于）、明治40年。由堀江佐吉設計。）
- 天主教弘前教會教堂（百石町，明治43年。由 Auger（オージェ）神父設計，橫山常吉（堀江佐吉之弟）興建。）
- 舊第八師團長官邸（現弘前市長公邸，上白銀町，登記的物質民俗文化財產  （页面存档备份，存于）。於大正6年完成。）
- 日本聖公會弘前昇天教會教堂（山道町，本縣重要寶物  （页面存档备份，存于），大正9年。由 James M. Gardiner（ジェームズ．M．ガーディナー）設計，林綠興建。）
- 舊藤田家別墅（藤田紀念西式庭園，上白銀町，登記的物質民俗文化財產：洋館 （页面存档备份，存于），大正10年。）
- 舊制弘前高等學校外國教師館（文京町，登記的物質民俗文化財產  （页面存档备份，存于），大正14年。）
- 舊弘前無盡辦公樓（三上ビル）（元寺町、登記的物質民俗文化財產  （页面存档备份，存于），昭和2年。裝飾藝術風格。）

### 近代建築（由前川國男設計）
- 木村產業研究所（在府町，登記的物質民俗文化財產  （页面存档备份，存于），昭和7年。）
- 弘前中央高校禮堂（藏主町，昭和29年。）
- 弘前市辦公樓（上銀町，昭和33年。）
- 弘前市民會館（下白銀町，昭和39年。）
- 弘前市立醫院（大町，昭和46年。）
- 弘前市立博物館（下白銀町，昭和51年。）
- 弘前市綠之相談所（下白銀町，昭和55年。）
- 弘前市殯儀館（常盤坂，昭和58年。）

### 古木．並木
- 大杉（腰內字猿澤、巌鬼山神社，本縣自然景觀  （页面存档备份，存于），估計樹齡為1,000年。）
- 燈明杉（大澤字堂ヶ平，本縣自然景觀  （页面存档备份，存于），估計樹齡為700年。此地乃修驗道修煉的地方，據說歷史可以追溯到800年以前。
- 向外瀨的菩提樹（センダンバノボダイジュ）（向外瀨，本縣自然景觀  （页面存档备份，存于），被視為弘前藩御藥園的証據。）
- 天滿宮的枝垂櫻（西茂森、天滿宮，本縣自然景觀  （页面存档备份，存于），估計樹齡至少有500年，乃本縣最古老的枝垂櫻。
- 鬼澤的柏樹（鬼澤字猿澤、鬼神社，本縣自然景觀  （页面存档备份，存于），乃大山祇神社的神體。
- 百澤街道及高岡街道的松並木（百澤．高岡等，本縣自然景觀  （页面存档备份，存于），因為百澤寺（現時的岩木山神社）的參詣道及高岡靈社（現時的高照神社）的參拜道而開發及繁榮。

### 道之驛．產地直銷處
- 弘前（ひろさき）道之驛．石川 SUN FESTA（サンフェスタいしかわ）
- JA津輕弘前溫室 母親之店
- JA津輕弘前 弘前新鮮組（津輕藩耐伏塔（ねぷた）村內）
- JA津輕弘前直銷處農業市場 四季彩館
- JA相馬村特產物直銷中心「林檎之森」
- JA津輕未來 蘋果直銷處 林檎屋（津輕藩耐伏塔（ねぷた）村內）

### 祭典

#### 弘前四大節日
- 弘前櫻花節（4月下旬～5月上旬） - 櫻花為舊市的市「樹」。
- 弘前睡魔祭（8月1日～7日）：重要的無形民俗文化財產  （页面存档备份，存于）
- 弘前城菊花與紅葉節（10月中旬～11月上旬）
- 弘前城雪燈籠節（2月中旬）

#### 其他節日．特別事件
- じょっぱれ弘前春耐伏塔（佞武／ねぷた）（4月下旬．5月上旬，櫻花節其中2天） - 土手町通り
- 津輕三味線全國大會（5月上旬） - 弘前市民會館
- 津輕五大民謠大會（5月5日） - 弘前市民會館
- 岩木全國風箏大會（5月上旬） - 岩木B&G海洋中心
- 津輕路羅馬國際ツーデーマーチ（5月上旬～中旬）
- 全日本蘋果追分比賽（5月中旬）
- 宵宮（6月上旬 - 9月）
- 弘前市民煙花聚會（6月中旬） - 岩木川河川敷．運動公園
- よさこい津輕 （页面存档备份，存于）（6月下旬） - 土手町通り
- 星節 in そうま（7月中旬） - 星與森之ロマントピアそうま
- 百石町納涼夜店節（7月下旬） - 百石町通り
- 時裝甲子園．全國高等學校時裝設計師選手權大會（8月中）
- お山參詣（9月初旬、舊曆8月1日） - 重要的無形民俗文化財產  （页面存档备份，存于）
- 文化路（9月上旬） - 土手町通り
- 弘前．白神蘋果馬拉松（10月上旬）
- 津輕食物產業節（10月中旬） - 克雪培訓中心
- 優質蘋果之日（11月5日）
- 蘋果與稻米之收成祭（11月中旬） - 蘋果公園
- 弘前 ELECTRICAL FANTASY（12月1日～2月末） - 追手門廣場周圍（電子燈飾及洋館亮燈）
- 蠟燭節（舊曆1月15日） - 澤田地區

### 特產．傳統工藝品
- 弘前蘋果
- 飛馬蘋果
- 嶽きみ（嶽地區特產的玉米）
- 弘前在來辣椒，商品名稱為清水森ナンバ（唐辛子：即糖辣椒）
- 黃金燒（こがねやき）
- BUNACO（ブナコ）
- はと笛（下川原燒土玩偶）
- 金魚耐伏塔（佞武／ねぷた）
- 津輕塗
- 津輕風箏
- 津輕燒
- 津輕竹籠
- 弘前小木偶
- 津輕打刃物
- 錦石

### 傳統料理
- 雜把（じゃっぱ）湯（以鱈魚頭、骨和內臟煮蔬菜湯）
- 竹の子と身欠きニシンの炒め物
- 煮魷魚及大根
- 竹筍田樂
- 味噌烤鮮貝
- 大根の葉巻き
- 狩獵（マタギ）飯

### 著名的水源
- 御膳水（吉野町6）明治天皇在弘前出巡時，曾用這裡的水作料理及泡茶，因此有御膳水之名。
- 富田之清水（しつこ）（吉野町）
- 御茶水 〔石川字西之澤2-114）位於弘前與大鰐邊界的尾開山。明治天皇曾用這裡的水泡茶。
- 清水觀音水（櫻庭字外山948）被稱為清水觀音，位於神佛分離的多賀神社。
- 堂平桂清水（どうがたいかつらしみず）（大澤堂平）為修驗的地方。
- 御神水（百澤）位於岩木山神社樓門的左後側。
- 小杉澤之湧水（百澤東岩木山）
- 羽黑神社靈泉（宮地字宮本350）傳聞可以醫治眼疾。

## 以弘前為舞台的作品
- 日本電視劇
  - 命（NHK 大河劇）：1986年
  - 津輕海峽神秘航路３弘前～函館殺人海道
- 電影
  - 蘋果園之少女：1952年
  - ** ：1977年
  - ：1983年
  - 夢之祭：1989年
  - 滿月MR.MOONLIGHT：1991年
- 日本歌謠曲
  - 弘前之女 （三橋美智也）
  - ああ弘前城 （春日八郎）
  - エレクトリックおばあちゃん 
  - 弘前城櫻吹雪 （佐藤通弘）
- 小說
  - あん火（佐藤紅綠）
  - 父親的葬禮（葛西善藏）
  - やり．へら．にっこ（安岡章太郎）
  - 山之間的天空（田澤拓也）
  - 津輕太平記（獏不次男）
  - 私の胸には蝮が宿り（長坂秀佳）
  - 津輕（太宰治）
  - わが日わが夢（石坂洋次郎）
  - 津輕百年食堂（森沢明夫）
- 漫畫
  - 飛翔的魔女(石塚 千尋)

## 地域

### 教育

#### 大學
- 國立
  - 弘前大學
- 私立
  - 弘前學院大學
  - 弘前醫療福祉大學
  - 東北女子大學

### 短期大學
- 私立
  - 弘前厚生學院
  - 東北女子短期大學
  - 弘前醫療福祉大學短期大學部

#### 高等學校
- 縣立
  - 青森縣立弘前高等學校
  - 青森縣立弘前中央高等學校
  - 青森縣立弘前南高等學校
  - 青森縣立弘前實業高等學校
  - 青森縣立弘前工業高等學校
  - 青森縣立岩木高等學校
- 私立
  - 東奧義塾高等學校
  - 弘前學院聖愛中学高等學校
  - 柴田女子高等學校
  - 弘前東高等學校

#### 中學
- 國立（國立大學法人）
  - 弘前大學教育學部附屬中學 - 學園町

| - 市立 - 第一中學 - 和德町 - 第二中學 - 平岡町 - 第三中學 - 豐原一丁目 - 第四中學 - 樹木五丁目 - 第五中學 - 川先二丁目 - 東目屋中學 - 樓庭字清水流 - 東中學 - 末廣三丁目 - 南中學 - 原平字山中 | - - 裾野中學 - 十面澤字湯森 - 新和中學 - 種市字小島 - 北辰中學 - 高杉字五反田 - 船澤中學 - 富榮字淺井名 - 石川中學 - 石川字庄司川添 - 津輕中學 - 五代早稻田 - 相馬中學 - 紙漉澤字山越 - 常盤野小中學 - 常盤野湯之澤 |

- 私立
  - 聖愛中學 - 原平字山元

#### 小學
- 國立（國立大學法人）
  - 弘前大學教育學部附屬小學 - 學園町

| - 市立 - 朝陽小學 - 在府町 - 和德小學 - 代官町 - 時敏小學 - 宮園一丁目 - 自得小學 - 鬼澤字菖蒲澤 - 青柳小學 - 惡戶字村元 - 豐田小學 - 豐田一丁目 - 千年小學 - 小栗山字川合 - 小澤小學 - 大開二丁目 - 福村小學 - 福村字林元 - 三和小學 - 三和字川合 - 草薙小學 - 大森宇田浦 - 修齊小學 - 十面澤字赤坂 - 石川小學 - 石川字庄司川添 - 城西小學 - 新町 - 堀越小學 - 門外一丁目 - 船澤小學 - 細越字早稻田 - 小友小學 - 小友字宇田野 - 致遠小學 - 濱之町北一丁目 | - - 三省小學 - 中崎字野脇 - 新和小學 - 青女子字櫻苅 - 東目屋小學 - 櫻庭字清水流 - 桔梗野小學 - 桔梗野二丁目 - 第三大成小學 - 富田町 - 城東小學 - 大久保字西田 - 大和澤小學 - 狼森字天王 - 彌生小學 - 彌生字彌生平 - 高杉小學 - 高杉字神原 - 文京小學 - 中野一丁目 - 西小學 - 茜町三丁目 - 松原小學 - 松原東二丁目 - 東小學 - 城東中央五丁目 - 北小學 - 青山三丁目 - 大成小學 - 御幸町 - 岩木小學 - 五代前田 - 百澤小學 - 百沢寺澤 - 相馬小學 - 黑瀧字二之松本 |

#### 保育所
- 市立
  - 弘前保育所
  - 十腰內保育所
  - 彌生保育所
  - 笹館保育所
  - 常盤野保育所
  - 大浦保育所
  - 鳥井野保育所
  - 百澤保育所
  - 相馬保育所
- 法人立．私立：66間

#### 幼稚園
- 國立（國立大學法人）
  - 弘前大學教育學部附屬幼稚園
- 市立
  - 和德幼稚園
- 法人立．私立：10間

#### 文化施設

##### 博物館．資料館．圖書館
- 弘前市立博物館（弘前公園內、下白銀町，登記博物館）
- 弘前城史料館（弘前公園天守閣內、下白銀町）
- 弘前市立鄉土文學館（追手門廣場內、下白銀町）
- 藤田紀念庭園考古館（上白銀町）
- 舊藤田家住宅（太宰治まなび之家，御幸町）
- 青森銀行紀念館（元長町）
- 高照神社寶物殿（高岡字神馬野）
- 鳴海要紀念陶房館 （页面存档备份，存于）（賀田字大浦）
- 陸奧歷史人物資料館（松原東）
- 弘前市立弘前圖書館（下白銀町）
- 弘前市立岩木圖書館（賀田）
- 弘前市立相馬圖書館（五所）

##### 大廳．學習設施等
- 弘前市民會館
- 弘前文化中心
- 岩木文化中心「あそべーる」
- 弘前驛前市民大廳
- 弘前市綜合學習中心
- まちなか情報中心
- 弘前市民參畫中心
- 驛前紀念會館
- 百石町展示館

#### 體育設施
- 青森縣武道館 （页面存档备份，存于）（豐田）
- 弘前市民體育館（五十石町）
- 弘前市綜合運動公園（豐田）
- 克雪訓練中心（豐田）
- 河西體育中心（石渡）
- 笹森紀念體育館（下白銀町）
- 弘前市B&G海洋中心 （页面存档备份，存于）（八幡町）
- 弘前市岩木B&G海洋中心 （页面存档备份，存于）（兼平猿澤）
- 新和地區體育文化交流中心
- 裾野地區體育文化交流中心
- 清水交流中心
- 宮川交流中心
- 金屬町體育中心（金屬町）
- 南富田町體育中心（南富田町）
- 岩木青少年運動中心
- 岩木川市民高爾夫球場
- SUN LIFE 弘前
- すぱーく弘前（石渡）
- 城北家庭泳池（八幡町）
- 第2市民泳池（中野）
- 第3市民泳池（八幡町
- 溫水泳池石川（小金崎字村元）
- 岩木山綜合公園（百澤字裾野）
- 相馬友誼館

#### 社區中心
- 中央社區中心
- 中央社區中心岩木館
- 中央社區中心相馬館
- 東目屋社區中心
- 和德社區中心
- 東部社區中心
- 清水社區中心
- 石川社區中心
- 堀越社區中心
- 千年社區中心
- 船澤社區中心
- 高杉社區中心
- 裾野社區中心
- 新和社區中心
- 藤代社區中心

### 所屬警察署
- 弘前警察署

### 所屬消防署
- 弘前地區消防事務組合
  - 弘前消防署
  - 東消防署

### 醫療、福利
- 弘前綜合保健中心
- 岩木保健福利中心
- 國立醫院機構弘前醫院
- 弘前市立醫院
- 弘前大學醫學部附屬醫院

### 金融
- 陸奧銀行（弘前營業部為弘前相互銀行的舊總店）
- 青森銀行
- 秋田銀行弘前分店
- 東奧信用金庫
- 青之森信用金庫
- 青森縣信用組合弘前分店
- 東北勞動金庫弘前分店
- SMBC朋友証券弘前分店
- 國民生活金融公庫弘前分店

### 媒體
- 陸奧新報社
- 東奧日報社弘前分社
- FM Apple Wave（社區FM局）
- NHK弘前分局
- 青森放送弘前分社
- 青森電視台弘前分社
- 青森朝日放送弘前分社
- FM青森弘前分局
- 弘前有線電視（有線電視局）

## 姊妹城市、提攜都市

### 國內
- 北海道斜里郡斜里町
  - 於2006年（平成18年）11月15日作友好城市提攜（由於1807年（文化4年）弘前藩士守備北方的緣故）。
- 太田市（群馬縣，舊尾島町地區）
  - 於2006年（平成18年）11月15日作友好城市提攜（由於1600年（慶長5年）關原合戰的戰績而將太田市尾島地區（舊尾島町）歸於弘前藩的領地的緣故）。

## 本地出身的名人

### 文化人
- 石坂洋次郎（作家）
- 一戶謙三（詩人）
- 薄田斬雲（小說家、記者）
- 長部日出雄（作家）
- 川口淳一郎（航天技術師）
- 鎌田慧（記者、非小說作家）
- 菊岡久利（詩人）
- 菊池俊輔（作曲家）
- 工藤甲人（日本畫家、名譽市民）
- 今官一（作家）
- 佐藤紅綠（作家、俳人）
- 佐野ぬい（畫家）
- 佐藤真（電影導演）
- 澤田ひろふみ（漫畫家）
- 鈴木キサブロー（作曲家）
- 高木恭造（詩人）
- 寺山修司（劇作家）
- 奈良岡正夫（ 西洋畫畫家、名譽市民）
- 奈良美智（藝術家）
- 鳴海要（陶藝家）
- 根深誠（報告文學作家）
- 福士幸次郎（作家）
- 三浦德子（填詞人）
- 三浦雅士（總編輯、文學評論家）
- 石塚千尋 (漫畫家)

### 藝能．媒體
- 奈良未遥（NGT48、偶像）
- 井澤八郎（歌手）
- 一戶友里（藝人）
- 伊藤高史（俳優）
- 伊奈かっぺい（藝人）
- オノチン（音樂家、オナニーマシーン）
- 金子ひろこ（藝人、『恋のから騒ぎ』前成員）
- KIM（音樂家、Hi-Fi CAMP）
- くどうべん（ CHANSON 歌手）
- 鹿內美沙（播音員、中京電視台）
- 神敏將（俳優、歌手）
- 鈴木正幸（藝人）
- 虎谷溫子（播音員、讀賣電視台）
- 綱川和夫（播音員、青森放送）
- 西尾夕紀（演歌歌手、藝人）
- 人間椅子（樂隊）
- HAKUEI（音樂家、PENICILLIN、出生於宮崎縣）
- HISASHI（音樂家、GLAY）
- 福士秀樹（聲優、「世界の船旅」旁白）
- 松山牧子（播音員、NHK青森放送局）
- りんご娘（偶像組合）
- Local Sound Style（樂隊）
- 三津谷亮（俳優）

### 運動選手
- 花田勝治（前相撲選手、初代若乃花、名譽市民）
- 花田滿（前相撲選手、貴之花健士）
- 若之里忍（相撲選手）
- 岩木山龍太（相撲選手）
- 若三藤成豐（相撲選手）
- 澀谷誠司（前職業棒球選手、東京益力多燕子投手）
- 葛西稔（前職業棒球選手、阪神虎投手）
- 赤石光生（摔角選手）
- 船木誠勝（職業摔跤手）
- 齋藤春香（壘球選手）
- 前田光世（柔道家）
- 木村公宣（高山滑雪選手）
- 三浦數馬（職業拳擊手、第３３屆日本超級雛量級冠軍）
- 下山貴裕 (籃球運動員)

### 其他
- 中村良三（日本海軍上將）
- 中田重治（宗教家、牧師）
- 福井資明（將棋棋士）
- 工藤紀夫（圍棋棋士）
- 行方尚史（將棋棋士）
- 彌冨啓之助（前人事院總裁）
- 藤田謙一（實業家、貴族院議員）